# Cuadrilla de Ayala
Pour les articles homonymes, voir Ayala.
La Cuadrilla de Ayala en espagnol ou Aiaraldea ou Araiako kuadrila en basque est une comarque de l'Alava dans la communauté autonome du Pays basque en Espagne. Le chef-lieu de la comarque est Laudio.

## Communes
- Amurrio
- Artziniega
- Ayala-Aiara
- Laudio
- Okondo